# Psychologie de la personnalité
La psychologie de la personnalité est une branche  de la psychologie étudiant la personnalité et les différences individuelles. Ce domaine d'étude inclut, entre autres, la construction d'une théorie cohérente permettant de décrire, d'expliquer et de prédire le comportement, le processus psychologique et l'image d'un individu.

## Éléments de définition
La « personnalité » peut être définie comme étant un processus dynamique et organisé de caractéristiques chez un individu influençant uniquement sa cognition, ses motivations et comportements durant de nombreuses situations variées. Le mot « personnalité » est dérivé du mot latin persona, signifiant masque. La personnalité peut aussi faire référence aux pensées, sentiments et comportements exprimés par un individu qui modifient notre perception et prédisent nos réactions en ce qui concerne les problèmes et le stress. Même s'il n'existe pas de définition consensuelle de la personnalité dans ce domaine d'étude, celle ci se fonde généralement sur le modèle empirique des Big Five, qui l'étudie sous le prisme de 5 grands traits de caractère et leur répartition chez les individus.

## Domaine émergent lié à l'IA
Avec le développement de l'intelligence artificielle, une discipline nouvelle, dite informatique de la personnalité (Personality computing) est apparue, qui permet un profilage psychologique des individus à partir de leurs traces numériques ou qui permer de créer des simulacres de plus en plus réalistes de personnalité pour des chatbots ou des avatars.